# فرودگاه هایسفیلد
فرودگاه هایسفیلد (به انگلیسی: Haysfield Airport) (به زبان بومی: Haysfield) یک فرودگاه است . این فرودگاه در کشور ایالات متحده آمریکا قرار دارد .